# San Geremia (Velence)
A San Geremia egy, a 18. században épült barokk stílusú templom az olaszországi Velencében. A ma is látható épület már a második ezen a helyen, az első templomot a 11. században építették, 1292-ben kibővítették, majd a 18. században teljesen lerombolták. Újjáépítésével a bresciai Carlo Corbellinit bízták meg. A templom két díszes homlokzata közül a nagyobbik a Canal Grandéba torkolló Cannaregio csatornára, a kisebbik a San Geremia térre néz. A templomnak a térről nyíló bejáratát egy kilenc fokból álló lépcsőn lehet megközelíteni. A bejárat két oldalára korinthoszi oszlopokat helyeztek el, amelyek a félkör alakú timpanont tartják. Az egész homlokzatra jellemzőek a félköríves formák, amelyek megismétlődnek az épület Canal Grande felőli oldalán. A Cannaregio csatorna felőli homlokzatot korinthoszi oszlopokkal három részre osztották, és mindhárom részen egy-egy bejáratot alakítottak ki, fölöttük az épületre jellemző félköríves ablakokkal. A templom román stílusú, téglából épült harangtornya a 13. századból való. Jellegzetességei a kettős keskeny ablakok. A harangok fölé később egy nyolcszögletű, kisméretű kupolát emeltek. A templom belseje görögkereszt alaprajzú, félköríves apszisokkal, középen egy oszlopkötegek által tartott nagyméretű, ovális alakú főkupolával. A görögkereszt szárai fölé kisebb mellékkupolákat emeltek. A templomban 1863 óta őrzik a főoltáron látható üvegkoporsóban Szent Lúcia, a szembetegségben szenvedők és vakok védőszentjének testét. A templom belseje barokk stílusú, falait 18. századi nem túl jelentős festményekkel díszítették.

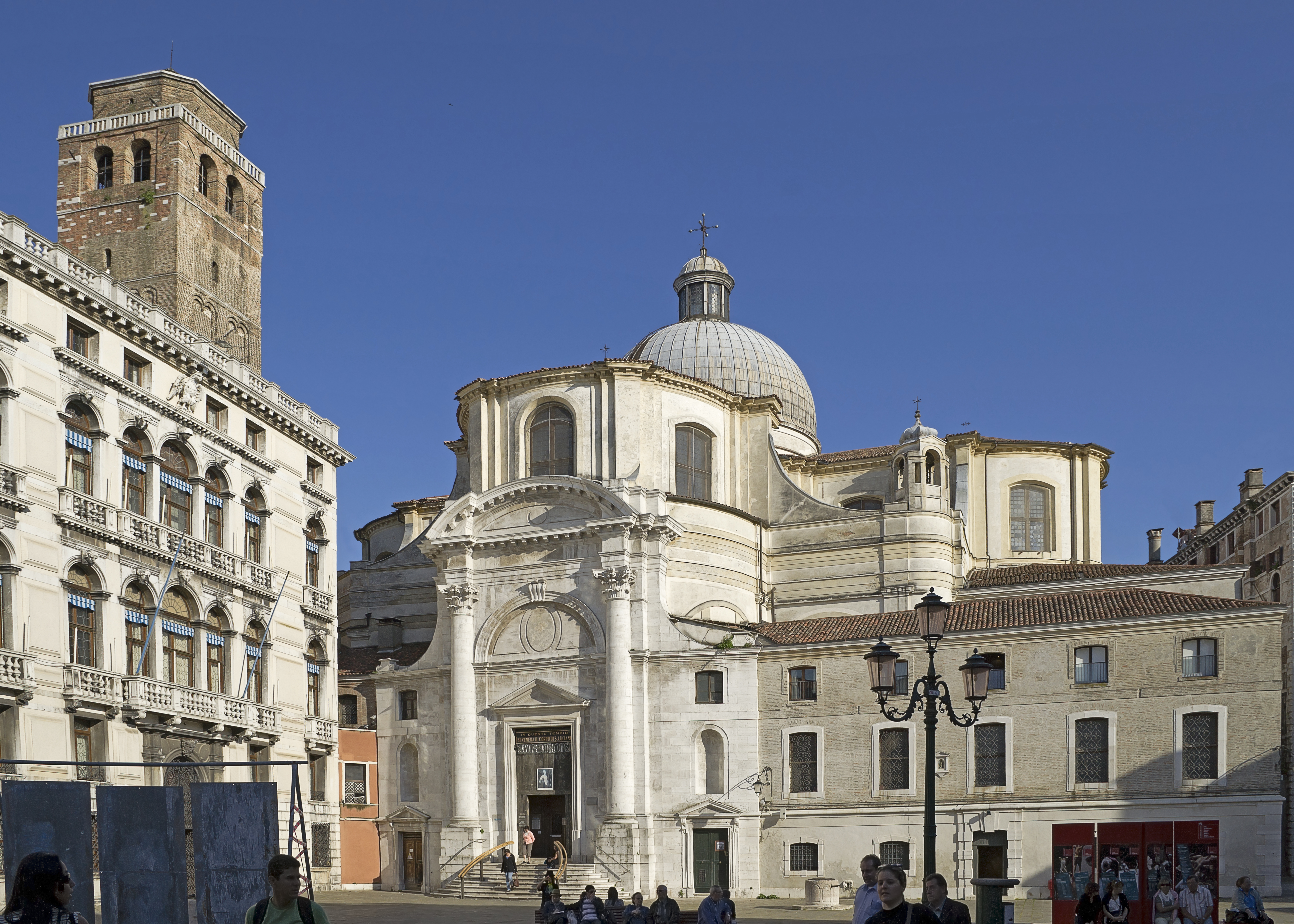
A templom a campo San Geremiára néző homlokzata
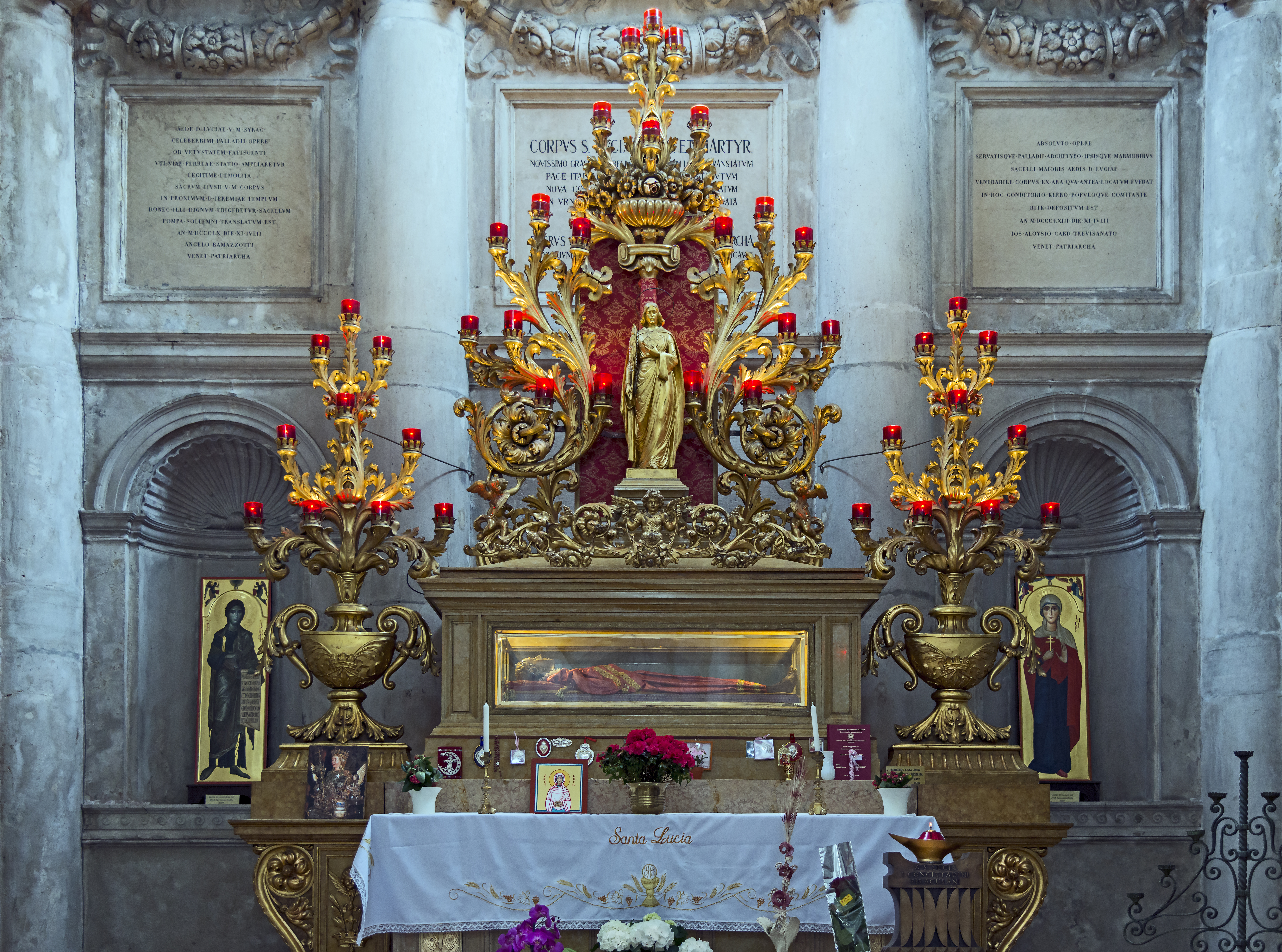
A főoltár rajta Szent Lúcia üvegkoporsójával
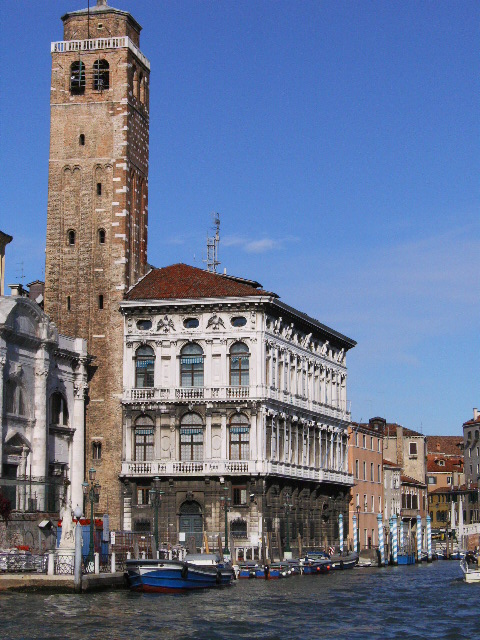
A harangtorony
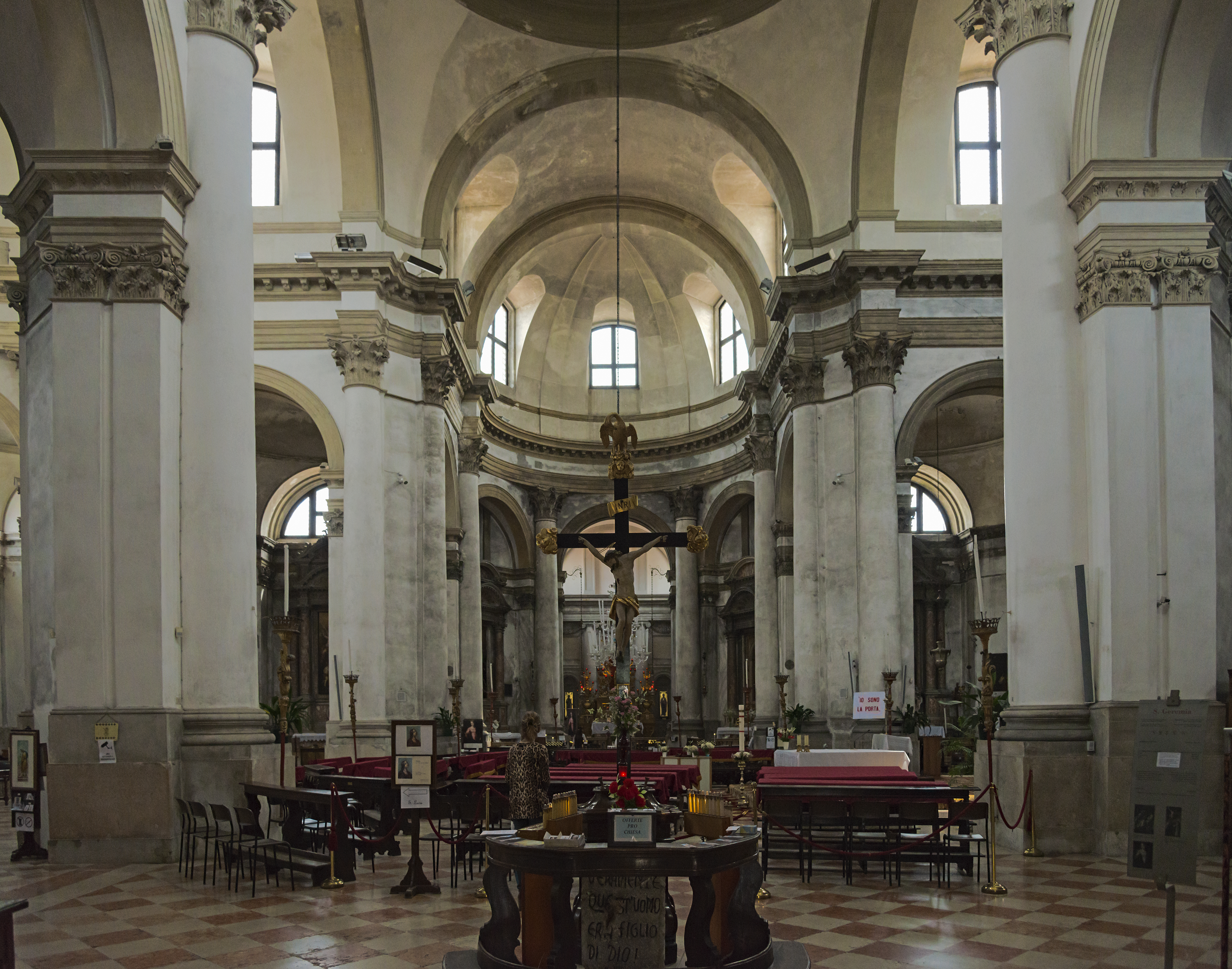
A templom belsejében
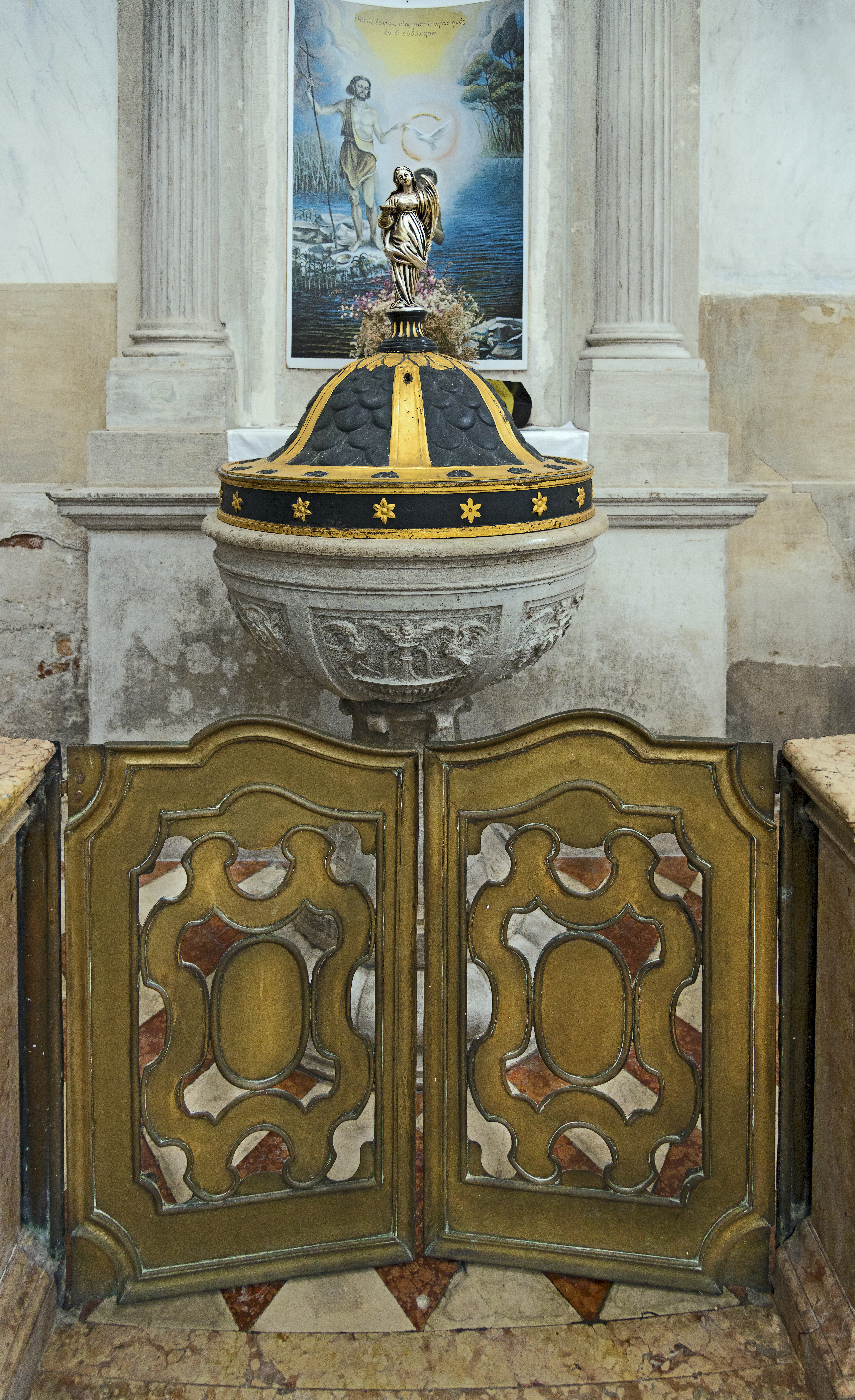
A keresztelőkút